# Matavazi
Matavazi (cyr. Матавази) – wieś w Bośni i Hercegowinie, w Republice Serbskiej, w gminie Novi Grad. W 2013 roku liczyła 466 mieszkańców.